# Vavřinec Slavík
Vavřinec Slavík (uváděn též jako Laurencius Slavík či Laurent Slawik; 1718/1719? — 26. května 1794 Litoměřice) byl český římskokatolický duchovní, sídelní kanovník Katedrální kapituly u sv. Štěpána v Litoměřicích.

## Život
Katolický kněz vysvěcený před 25. rokem svého věku, nejbližší spolupracovník 6. litoměřického biskupa Emanuela Arnošta Valdštejna. Postupně byl jeho sekretář, generální vikář, kanovník od roku 1763 a od roku 1775 děkan litoměřické kapituly. Jako knihovník, heraldik, historik a diplomatik psal o dějinách litoměřického proboštství a sepsal i životopis biskupa Valdštejna. Blízkým spolupracovníkem mu byl oficiál konzistoře kanovník František Piller.
V úřadu generálního vikáře a kapitulního děkana vydržel až do příchodu 7. litoměřického biskupa po smrti Valdštejna. Nový biskup Ferdinand Kindermann přijel na intronizaci 10. října 1790. V katedrále ho vítal Vavřinec Slavík v latinském jazyce. Vědělo se, že nový biskup je josefinista a svobodný zednář, k čemuž měl Slavík značný odstup. Na jeho uvítání Kindermann odpověděl německy, což je považováno za jeden z prvních oficiálních dokladů rostoucího národnostního napětí v Čechách.